# 산토촌 (후쿠이현)
산토촌(山東村)은 후쿠이현 미카타군에 있던 촌이다. 현재의 미하마정의 북동부에 해당한다.

## 역사
- 1889년 4월 1일 - 정촌제 시행에 의해 7개촌의 구역을 가지고 산토촌이 성립하였다.
- 1954년 2월 11일 - 미나미사이고촌, 기타사이고촌, 미미촌과 합병해, 미하마정이 성립하여, 동일 산토촌은 폐지되었다.

## 교통

### 도로
- 국도 제27호선

## 참고문헌
- 角川日本地名大辞典 18 福井県